# Miskolci agglomeráció
A miskolci agglomeráció Borsod-Abaúj-Zemplén vármegyében található, központja Miskolc. A vármegye népességének kb. 30%-a él ebben az agglomerációban.
Az agglomerációt 13 település alkotja: 4 város, 2 nagyközség és 7 község. Népessége 205 626 fő (ezzel Magyarország egyik legnépesebb agglomerációja a Budapesti agglomeráció után), területe 440,85 km², népsűrűsége pedig 466,43 fő/km² volt 2012-ben. Az élveszületések száma 1000 lakosra 2011-ben 9,13 fő volt, a halálozásoké 11,85.

## Adatok
| #   | Település     | Lakónépesség (2012) | Terület    | Népsűrűség | Élveszületés (2011) | Halálozás (2011) |
| --- | ------------- | ------------------- | ---------- | ---------- | ------------------- | ---------------- |
| 1.  | Miskolc       | 143 502             | 236,66 km² | 705 fő/km² | 8,3 fő              | 13,5 fő          |
| 2.  | Felsőzsolca   | 6 401               | 16,25 km²  | 415 fő/km² | 10,6 fő             | 10,7 fő          |
| 3.  | Alsózsolca    | 5 502               | 26,02 km²  | 228 fő/km² | 11,8 fő             | 11,6 fő          |
| 4.  | Onga          | 4 703               | 31,49 km²  | 152 fő/km² | 11,9 fő             | 9,4 fő           |
| 5.  | Szirmabesenyő | 4 381               | 15,75 km²  | 276 fő/km² | 8,7 fő              | 13,0 fő          |
| 6.  | Mályi         | 4 307               | 11,28 km²  | 364 fő/km² | 9,0 fő              | 9,2 fő           |
| 7.  | Sajóbábony    | 2 533               | 13,43 km²  | 207 fő/km² | 8,9 fő              | 15,4 fő          |
| 8.  | Arnót         | 2 244               | 17,54 km²  | 145 fő/km² | 9,0 fő              | 8,6 fő           |
| 9.  | Sajóvámos     | 1 996               | 31,22 km²  | 70 fő/km²  | 6,8 fő              | 13,1 fő          |
| 10. | Kistokaj      | 2 434               | 9,76 km²   | 217 fő/km² | 9,5 fő              | 5,7 fő           |
| 11. | Sajókeresztúr | 1 512               | 16,40 km²  | 92 fő/km2  | 6,6 fő              | 15,3 fő          |
| 12. | Sajóecseg     | 971                 | 7,94 km²   | 127 fő/km² | 10,9 fő             | 11,9 fő          |
| 13. | Sajópálfala   | 706                 | 7,11 km²   | 102 fő/km² | 6,8 fő              | 16,2 fő          |